# 勞特河
50°11′52.19″N 9°57′52.54″E / 50.1978306°N 9.9645944°E
勞特河（德語：Lauter），是德國的河流，位於該國東南部，由巴伐利亞負責管轄，屬於圖爾巴河的左支流，河道全長9.1公里，流經巴特基辛根縣，河口處在上圖爾巴。